# Металлургический комплекс
Металлургический комплекс — совокупность отраслей промышленности, производящих металлы.
Представляет собой совокупность связанных между собой отраслей и стадий производственного процесса, от добычи сырья до выпуска готовой продукции — чёрных и цветных металлов и их сплавов. Подразделяется на чёрную и цветную металлургию. Металлургический комплекс может рассматриваться как на территориальном уровне, так и на общенациональном.
В единый металлургический комплекс как чёрной, так и цветной металлургии входят десятки переделов, начиная от добычи руды, получения металлов и сплавов и заканчивая производством различных видов металлургической продукции (например, прокат, трубы, метизы, катанка и другие). Чёрная и цветная металлургия являются высококонцентрированными отраслями, включающими в себя много различных производств.
Территориальные металлургические комплексы (называемые иногда металлургической базой) формируются с учётом основных факторов размещения комплекса: наличие сырьевой базы, близость источников энергии, возможностей доставки продукции потребителям, требования относительно экологии, наличия трудовых ресурсов.
Металлургический комплекс является одним из крупнейших потребителей товаров и услуг других отраслей. Так, на него приходится около 35 % всего общероссийского промышленного потребления электроэнергии и 25 % перевозимых железнодорожным транспортом грузов (на конец 2001 года доля затрат на железнодорожный транспорт составляла 15 % в средней себестоимости единицы продукции чёрной металлургии. В отдельных подотраслях металлургии (алюминиевой, ферросплавной) доля затрат электроэнергии в себестоимости продукции достигает 25—30 %, а в целом по металлургии — более 8 %. Соответственно, уровень цен и тарифов естественных монополий является важнейшим фактором, определяющим финансово-экономическое состояние металлургических предприятий и конкурентоспособность металлопродукции.